# The Mall (Londres)

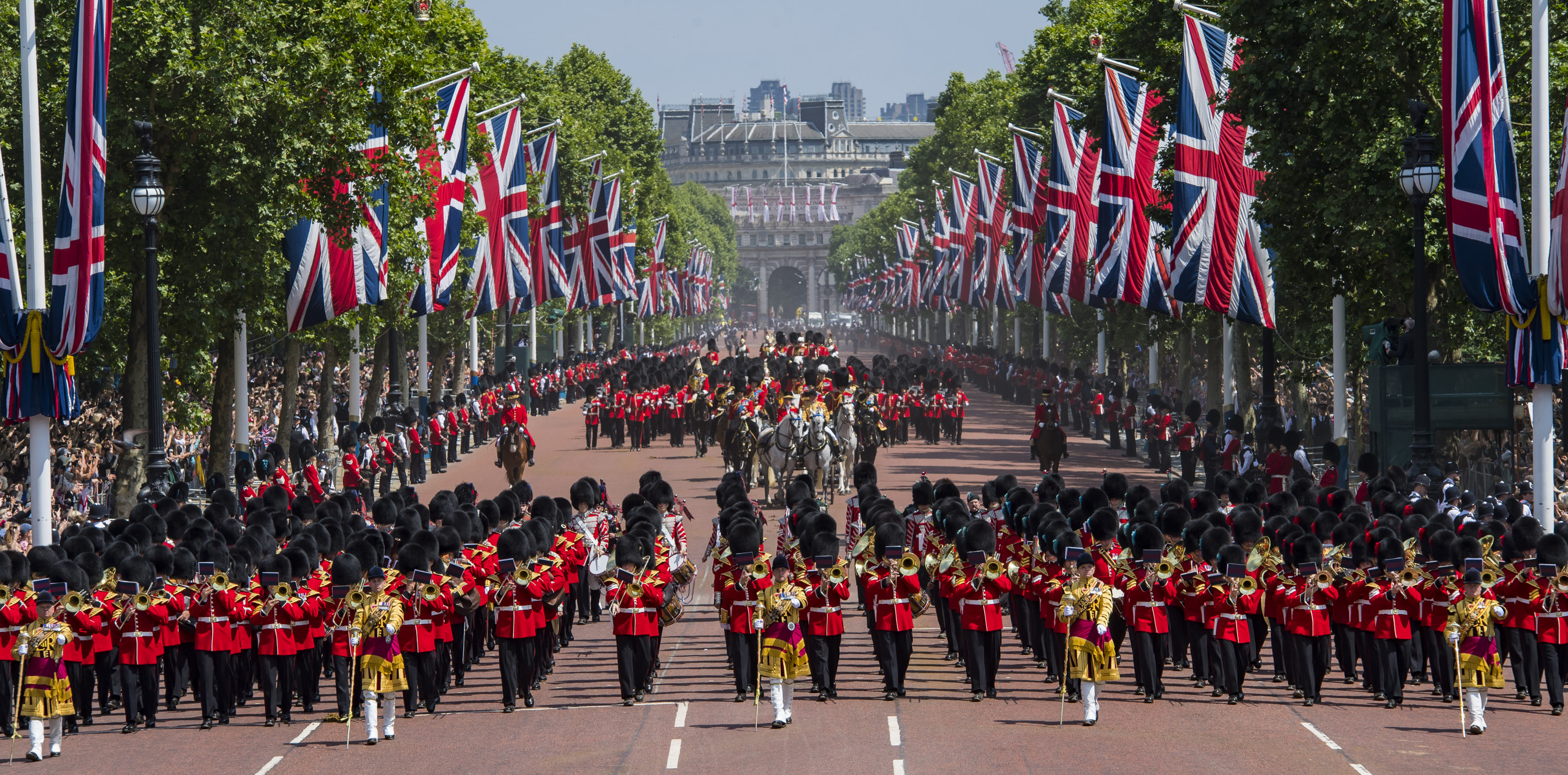
Trooping the Colour, 2018

The Mall (AFI: [ˈmæl], na pron. inglesa) é uma importante avenida de Londres que se estende do Palácio de Buckingham ao Admiralty Arch, terminando na Trafalgar Square, onde se cruza com a rua Spring Gardens. É fechado ao trânsito de automóveis durante os domingos e feriados, e em cerimônias de Estado. Durante as visitas de estado no Reino Unido, o monarca ou chefe de governo a visitar o país, são acompanhados em um  transporte cerimonial ao longo da via. Além disso, o Mall é decorado com as bandeiras britânicas e as bandeiras do país visitante.

## História
O Mall foi criado como uma rota cerimonial em meados do século XIX, combinando a criação de rotas cerimoniais  semelhantes em outras cidades, como Washington, DC, Paris, Berlim, Cidade do México, Viena, São Petersburgo e Oslo. Estas rotas foram destinadas a grandes cerimônias nacionais na era do Estado-nação. No âmbito da remodelação a cargo de sir Aston Webb, foi construída uma nova fachada para o Palácio de Buckingham. Uma lenda urbana diz que em caso de emergência ou ocorridos que ofereçam risco ao monarca e seus ministros, este logradouro poderia ser rapidamente convertido em uma pista improvisada.  

## Eventos
No local se encerra, anualmente, a Maratona de Londres.